# Koryta (powiat wieluński)
Koryta – wieś w Polsce, w województwie łódzkim, w powiecie wieluńskim, w gminie Biała.
W latach 1975-1998 miejscowość administracyjnie należała do województwa sieradzkiego.
Miejscowość Koryta należy do parafii Młynisko w dekanacie Mokrsko.

## Historia
Słownik geograficzny Królestwa Polskiego (tom IV) z 1883 wyjaśnia, że wcześniejsza nazwy wsi to Korytko. Pod koniec XIX wieku we wsi znajdowało się 5 domów, a zamieszkiwało ją 27 mieszkańców. Koryta należały wówczas do gminy Naramice w parafii Łyskornia. Nazwa Koryta wywodzi się od położenia topograficznego wsi, która leży ˌˌu koryta rzecznegoˈˈ rzeki Pyszna.

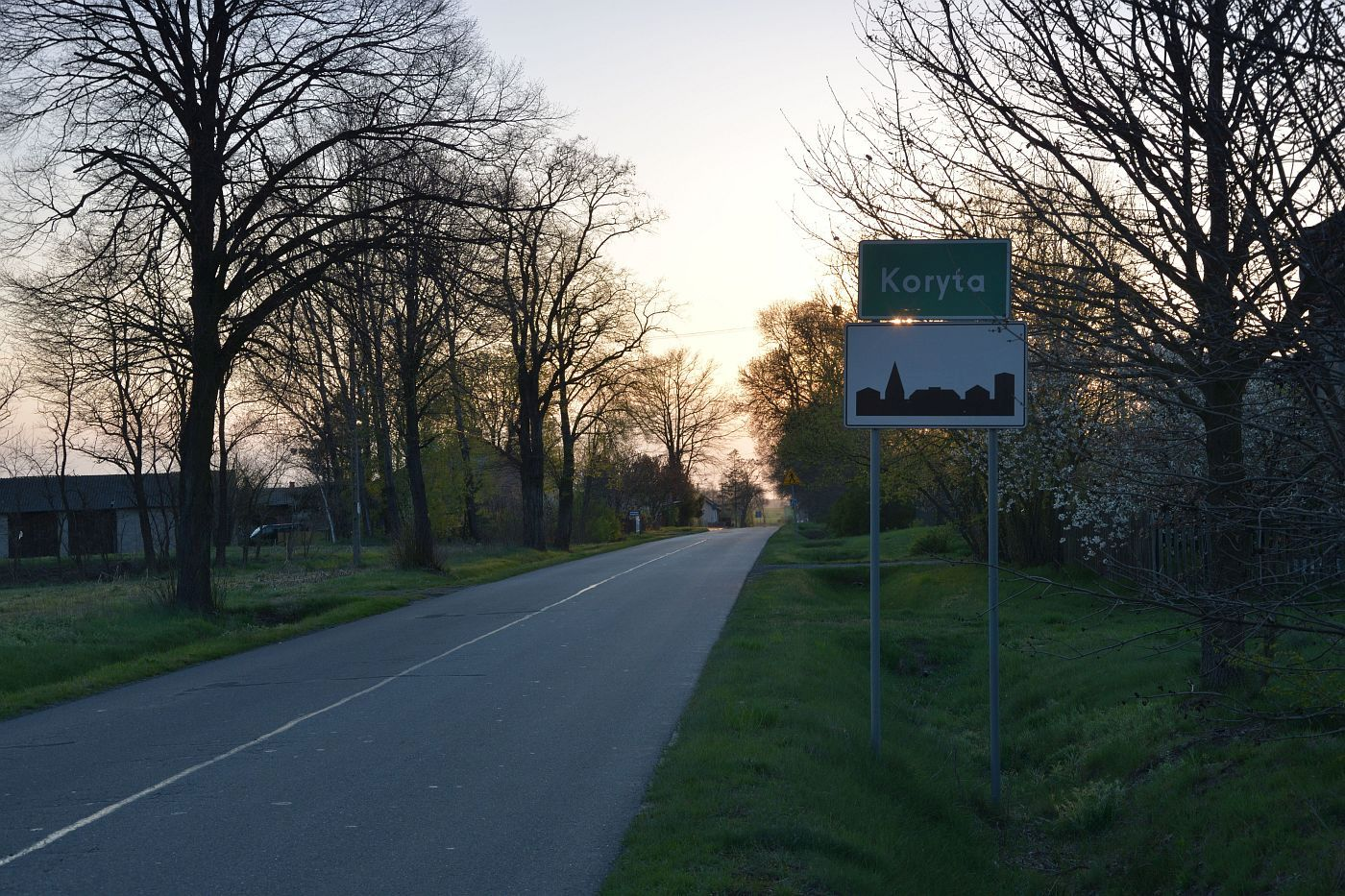
Koryta, wjazd 2022